# Wouter van der Blij
Wouter van der Blij (Leiden, 12 juni 1855 – Utrecht, 29 november 1933) was een Nederlands klarinettist.
Hij werd geboren binnen het gezin van petten-, hoeden- en bretelmaker Johannes Jacobus van der Blij en Jannetje van Steenbergen. Hijzelf was in 1878 getrouwd met Alida Wilhelmina Trouw. Hij werd begraven op de Algemene Begraafplaats te Utrecht.
Hij kreeg zijn muziekopleiding van de plaatselijk muziekschool van Adrianus Jacobus Wetrens. Hij volgde er lessen in klarinet, viool, piano en muziektheorie. Daarna studeerde hij verder op klarinet aan de Haagse Muziekschool bij Carel Julius Becht.
Zijn actieve loopbaan begon als klarinettist bij de Leidse schutterij en vervolgens het vierde regiment infanterie. In april 1878 sloot hij zich aan bij het orkest van de schutterij van Utrecht van Cornelis Coenen. Toen tweede kapelmeester Frits Gaillard overleed, werd Van der Blij tweede dirigent, ook onder Wouter Hutschenruyter. Hij was tegelijkertijd eerste dirigent van het uit dat orkest samengestelde harmonieorkest. In midden 1921 nam hij afscheid van de orkesten.
Naast die functies was hij voorts kapelmeester bij de genietroepen in Utrecht (tot 1930), directeur van de Koninklijke Utrechtse vereniging voor kerkgezang (tot 1926). In september 1923 mocht hij de hand schudden van koningin Wilhelmina der Nederlanden voor zijn bijdrage aan de ontvangst van de Koninklijke familie aan het weeshuis. Hij gaf toen leiding aan de koor van duizend man/vrouw. 
Voor zijn zeventigste verjaardag werd hij per rijtuig door de stad gereden, waarbij diverse koren en orkesten hem een muzikale groet brachten. Na een pauze dirigeerde Van der Blij een eigen compositie getiteld "Danklied".   